# From the Inside (álbum de Alice Cooper)
From the Inside  é o décimo primeiro álbum estúdio do cantor e compositor americano Alice Cooper, lançado em 1978. É um álbum conceitual sobre a estada de Cooper num sanatório em Nova York devido ao seu alcoolismo. Cada um dos personagens das canções foi inspirado em pessoas verdadeiras que Cooper conheceu no sanatório. Com este álbum, houve o acréscimo de três ex-membros da banda de Elton John: o letrista Bernie Taupin, o guitarrista Davey Johnstone e o baixista Dee Murray.
O principal single do álbum foi “How You Gonna See Me Now”, um exemplo de power ballad que atingiu o n°12 na Billboard Hot 100. Um videoclipe também foi criado para a canção. A turnê "Madhouse Rocks Tour", promovendo From the Inside, durou de fevereiro a abril de 1979 e apresentou regularmente todas as faixas do álbum - exceto “Millie and Billie”, “For Veronica’s Sake” e “Jackknife Johnny"). Desde 1980, porém, canções de From the Inside são raramente tocadas ao vivo, com os únicos casos sendo: “Serious” na turnê "Bare Bones" (2003), “Wish I Were Born in Beverly Hills” na turnê "Dirty Diamonds" (2005-2006), “Nurse Rozetta” nas turnês "Descent into Dragontown" e "Theatre of Death", e “From the Inside” entre 1997 e 1999 e no final dos anos 2000, na turnê "Theatre of Death".
O álbum também é notável por ter sido utilizado para criar os personagens e o enredo de uma história em quadrinhos com a participação de Cooper, Marvel Premiere #50.

## Arte do encarte
A capa do álbum apresenta um portão de divisão central com o rosto de Alice Cooper. O portão, ao ser aberto, mostra uma imagem de três páginas de um sanatório. No canto superior esquerdo há uma porta com uma placa que diz "the quiet room". Isso é uma aba escondida que, quando aberta, revela Cooper sentado numa cela almofadada e vestindo uma camisa de força. No verso da aba há uma mensagem que diz "Inmates! In memory of Moonie", uma referência a Keith Moon, velho colega de bar de Cooper. A imagem de Alice na cela está impressa no encarte interno com as letras das canções. Na contracapa do álbum há uma imagem dos fundos dum sanatório com a lista de faixas. Há outro portão que, quando aberto, exibe uma imagem com todos os internos fugindo por um corredor em direção ao portão que acabou de ser aberto.

## Faixas
1. "From the Inside"  (Alice Cooper, Dick Wagner, Bernie Taupin e David Foster) – 3:55
2. "Wish I Were Born in Beverly Hills"  (Alice Cooper, Dick Wagner e Bernie Taupin) – 3:38
3. "The Quiet Room"  (Alice Cooper, Dick Wagner e Bernie Taupin) – 3:52
4. "Nurse Rozetta"  (Alice Cooper, Steve Lukather, Bernie Taupin e David Foster) – 4:15
5. "Millie and Billie"  (Alice Cooper, Bernie Taupin, Bruce Roberts) – 4:15
6. "Serious"  (Alice Cooper, Steve Lukather, Bernie Taupin e David Foster) – 2:44
7. "How You Gonna See Me Now"  (Alice Cooper, Dick Wagner e Bernie Taupin) – 3:57
8. "For Veronica's Sake"  (Alice Cooper, Dick Wagner e Bernie Taupin) – 3:57
9. "Jackknife Johnny"  (Alice Cooper, Dick Wagner e Bernie Taupin) – 3:45
10. "Inmates (We're All Crazy)"  (Alice Cooper, Dick Wagner e Bernie Taupin) – 5:03